# Трутовик настоящий
Трутови́к настоя́щий (лат. Fomes fomentarius) — широко распространённый гриб-трутовик, паразит.
Русский синоним:
- Кровяная губка, используется редко.

Научные синонимы:
- Boletus fomentarius L., 1753 basionym
- Polyporus fomentarius (L.) Fr., 1821
- Fomes griseus Lázaro Ibiza, 1916
- Ungulina fomentaria (L.) Pat., 1900

и др.

## Описание

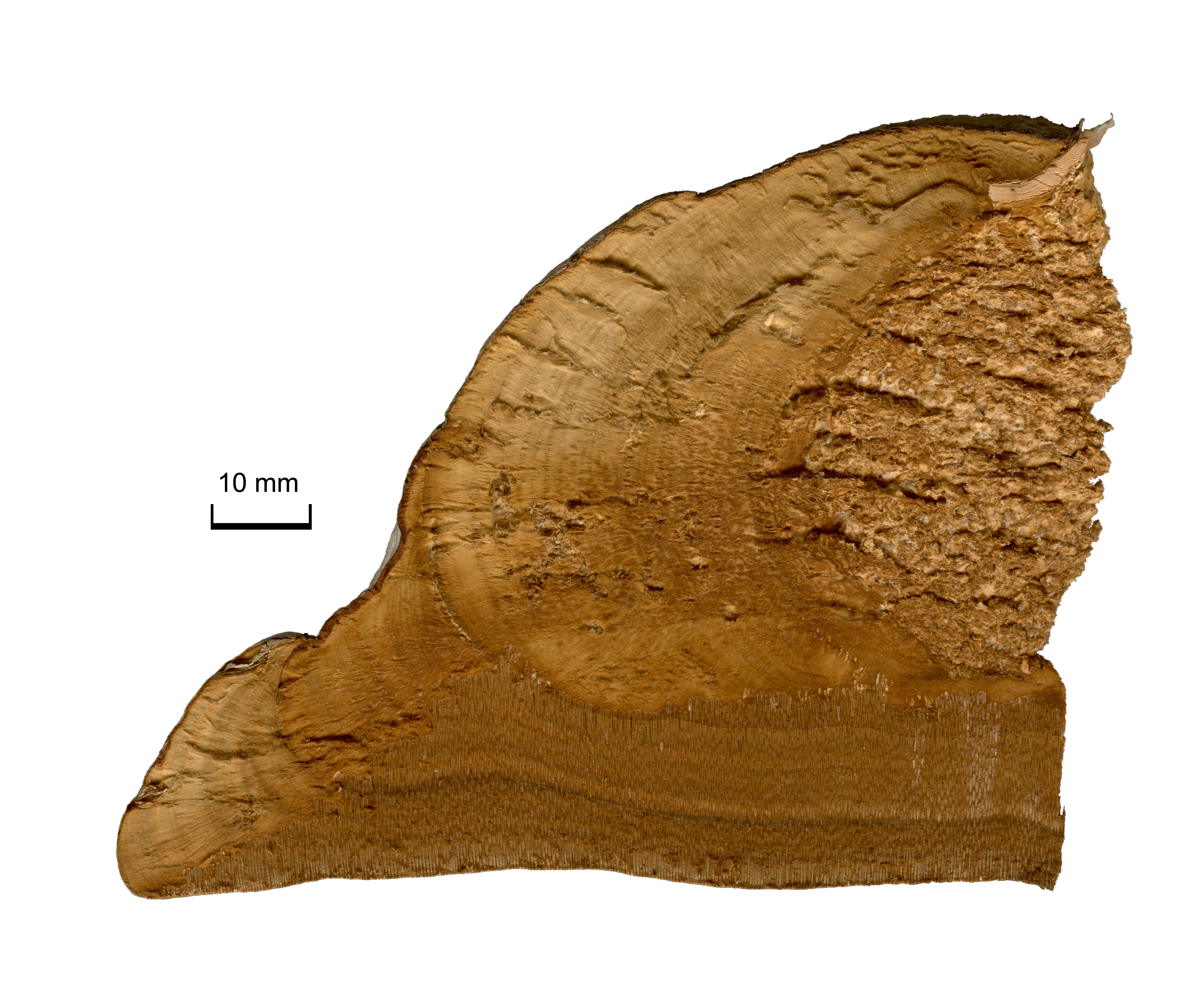
Вид в разрезе

Плодовые тела многолетние, сидячие, в молодости округлые, затем характерной копытообразной формы. Плодовое тело крепится к стволу дерева только своей верхней центральной частью. Ножка гриба отсутствует.
Шляпка крупная, у старых грибов до 40 см шириной и до 20 см в высоту. Кожица матовая, неровная, волнистая, с концентрическими валиками, более тёмными в углублениях. На поверхности могут встречаться мелкие трещины. Цвет шляпки варьирует от светло-седого до тёмно-серого у старых грибов, изредка бывает светло-бежевых тонов.
Мякоть плотная, мягкая, напоминает пробку, изредка деревянистая. На срезе бархатисто-замшевая. По цвету бурая, насыщенного рыжевато-коричневого, реже орехового оттенка.
Гименофор трубчатый с довольно крупными округлыми порами, светлого цвета. При надавливании темнеет.
Споровый порошок светлый, беловатого цвета.
Споры 14—24×5—8 мкм, продолговатые, бесцветные, гладкие.
Сходство с другими видами отсутствует. Характерными признаками данного вида являются цвет шляпки и крепление плодового тела. В отличие от трутовика ложного, настоящий трутовик гораздо легче отделить от дерева. Особенно это заметно, если приложить усилие снизу вверх.

#### Химический состав
В составе гриба найдены противоопухолевые вещества.

## Экология и распространение
Настоящий трутовик — сапрофит, вызывает белую гниль, разрушая лигнин, причём целлюлоза в значительной степени сохраняется. Сначала поражённая древесина ядра и заболони светлополосчатая, а здоровые части отграничены от неё тёмными зонами. Древесная ткань становится хрупкой и ломкой.
Распространён очень широко, в России и Европе встречается повсеместно на лиственных породах деревьев (берёза, осина, ольха, дуб, бук и др.). Чаще всего появляется на сухостое, погибших деревьях и на пнях, но может поражать и ослабленные живые деревья. Заражение живых деревьев происходит через трещины и повреждения коры, поломанные ветви.

## Хозяйственное значение

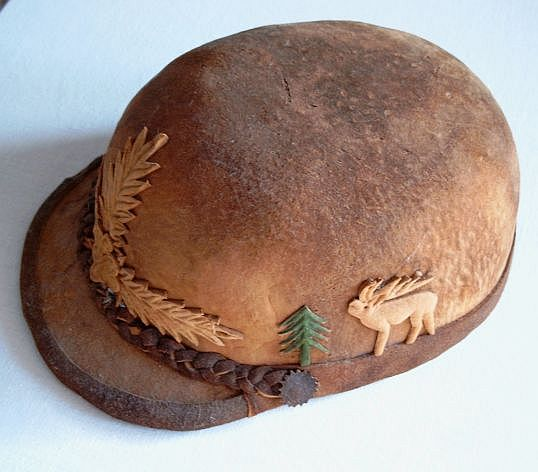
Головной убор, изготовленный из внутренней части плодового тела трутовика настоящего

Трутовик настоящий наносит урон лесному и парковому хозяйству при поражении живых деревьев.
В древности широко использовался людьми в качестве сырья для трута. Найден в снаряжении 5300-летней мумии Эци, обнаруженной в Эцтальских Альпах в Тироле в 1991 году.
Внутренняя ткань плодового тела используется в народной медицине в качестве наружного кровоостанавливающего средства, отсюда и народное название этого гриба — кровяная губка.
Ранее ограниченно использовался в хирургии, сейчас не применяется.
Изредка может использоваться в качестве сырья для кустарного изготовления сувениров.
Сухой трутовик иногда используется пчеловодами как топливо для дымаря.